# 盧勒國家公園
41°48′0″N 20°14′0″E / 41.80000°N 20.23333°E

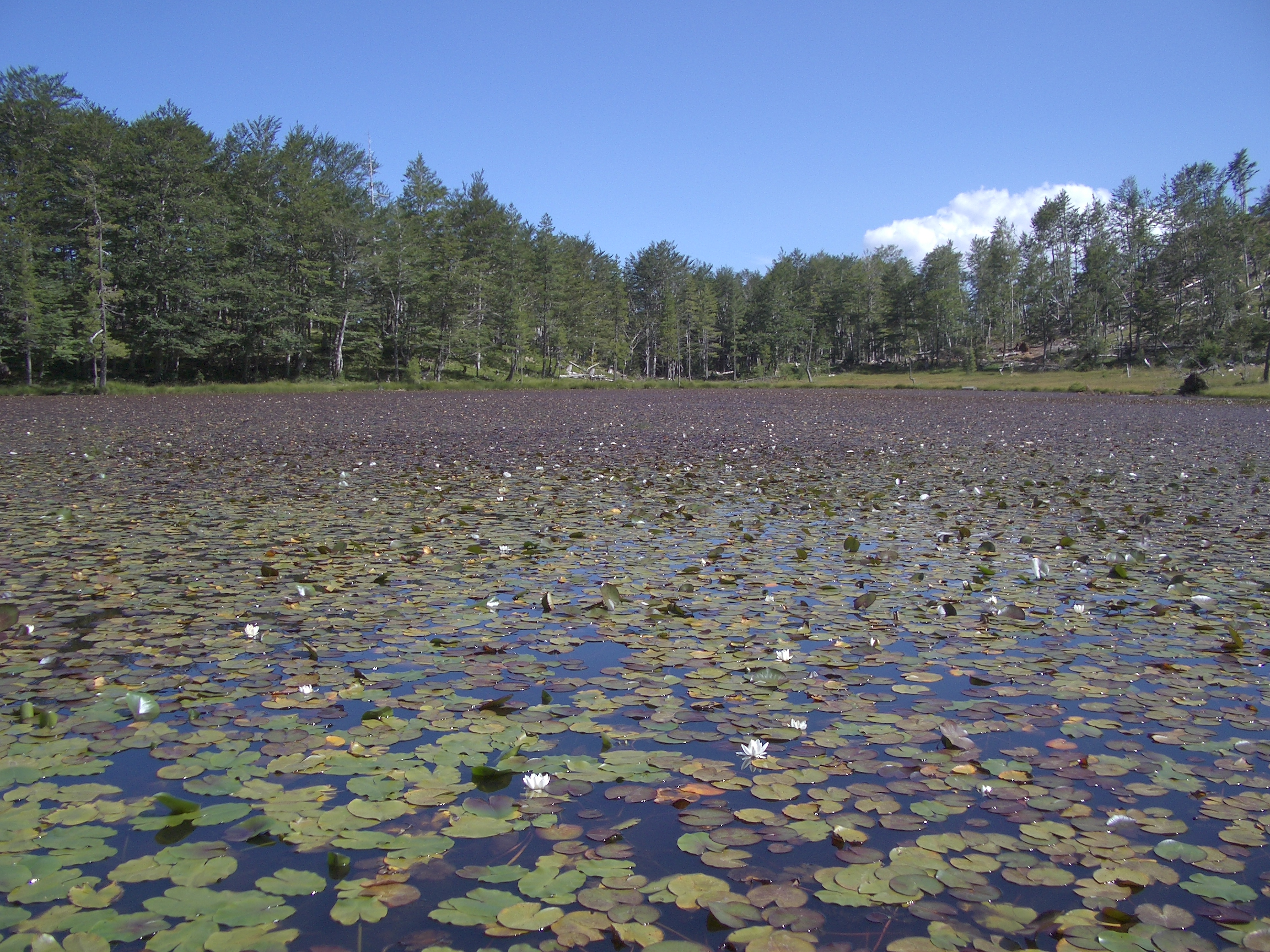

盧勒國家公園是阿爾巴尼亞的國家公園，位於該國東北部，成立於1966年11月21日，面積202.4平方公里，最高點海拔高度2,121米，每年平均降雨量1,482毫米。